# Brunsvigia gregaria
Brunsvigia gregaria är en amaryllisväxtart som beskrevs av Robert Allen Dyer. Brunsvigia gregaria ingår i släktet Brunsvigia och familjen amaryllisväxter. Inga underarter finns listade i Catalogue of Life.